# 黑色直升機

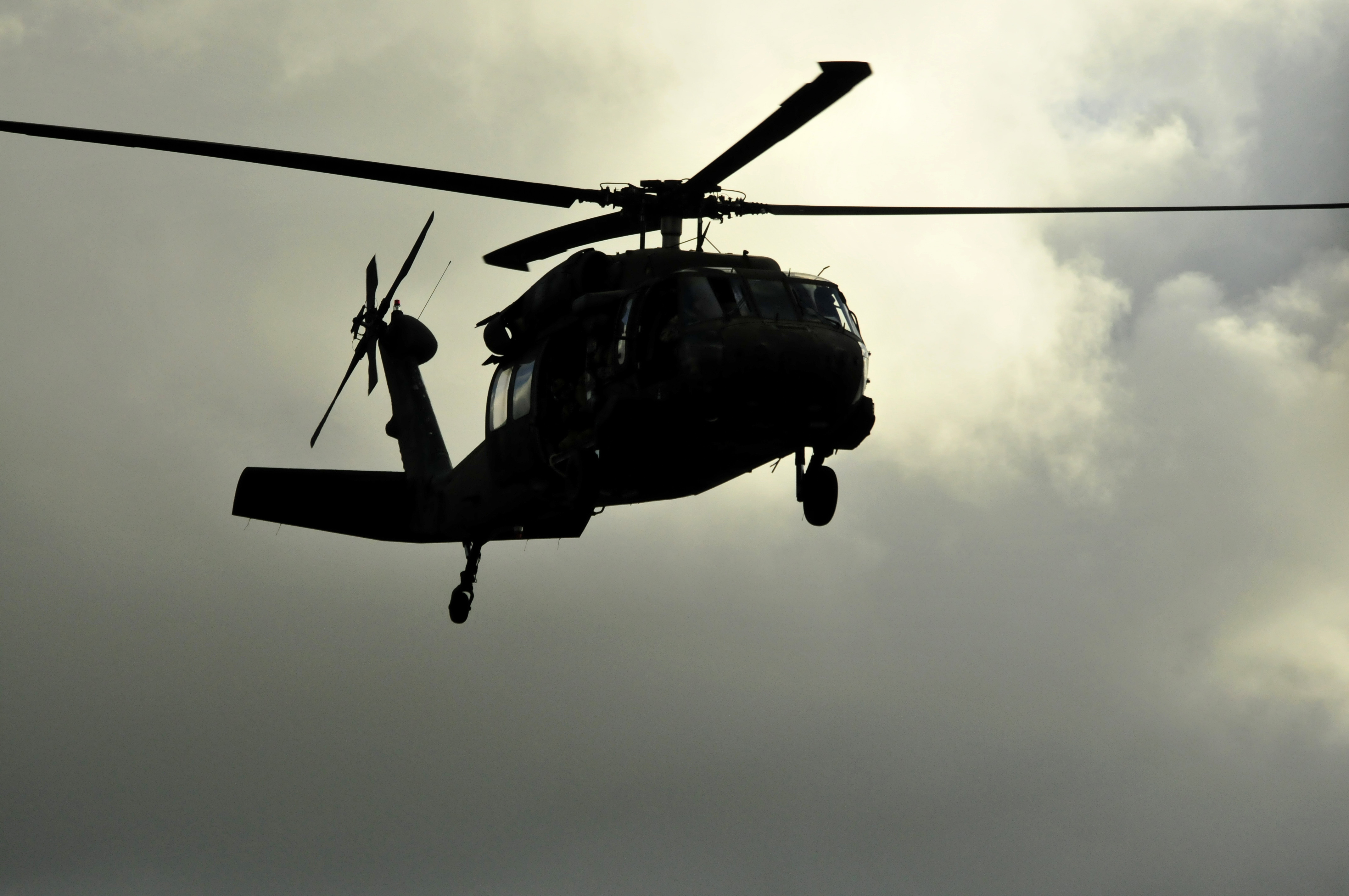
夕陽下背光看起來全黑的UH-60黑鷹直升機

黑色直升機是美國一則介於都市傳說和陰謀論之間的傳言故事，類似黑衣人概念，其版本已經多不勝數同時真假難分，但不可否認在美國形成一種流行文化和俚語。現在公眾媒體或名人有時用黑直升機愛好團體、一群黑直升機在頭頂等話，諷刺譏笑把凡事想成很多陰謀的人士。

## 概論
最早在1970年代已經出現了關於目擊黑色直升機的故事，1990年代後在美國民兵組織狂熱的圈子廣泛流傳，大致內容都是美國的民主是假象，實質國家由一個秘密組織掌權，背地裡權力極大甚至必要時能軍事接管全國，這些無標示黑色直升機就是該組織的直屬部隊，用以長期監控可能反抗他們統治造成潛在威脅的民兵團，同時快速送入接出臥底民兵的特務或是與他們交接物品資訊之用。
最早在70年代，當時處於直升機這種科技廣泛商用初期，直升機開始成為社會熱門新興事物，此時哈爾林賽的著作“太遲了，偉大的行星-地球”一書中出現黑色直升機概念，林賽還認為聖經中的蝗蟲群是直升機，只是當時年代人沒見過無法形容的東西只好比喻成蝗蟲。該理論當時在小群陰謀論愛好者的群體裏流傳，90年代吉姆基思寫了兩本書「美國黑色直升機：新世界秩序的打擊力量（1995）」「黑色直升機II：終局戰略（Black Helicopters II: The End Game Strategy 1998）」正式將黑直升機的故事擴展到無限上綱的程度，更加流行的時間點在於共和黨女議員海倫·切諾斯公開指控武裝聯邦特工正在愛達荷州一些牧場主的產業上用黑色直升機巡邏，並在《紐約時報》上說很多農民已經開始擔心因為直升機的活動頻繁到足以影響生活。從此黑色直升機一詞躍上檯面成為公眾用語。
也有一些幽浮愛好者稱看到黑色直升機在幽浮出現地附近，也許是為了掩蓋什麼，或是有人看到黑直升機追著幽浮等。民兵圈子則深信黑直升機是來監控他們，背後主謀則有秘密掌權協會、聯合國、外國、中情局等不同版本。

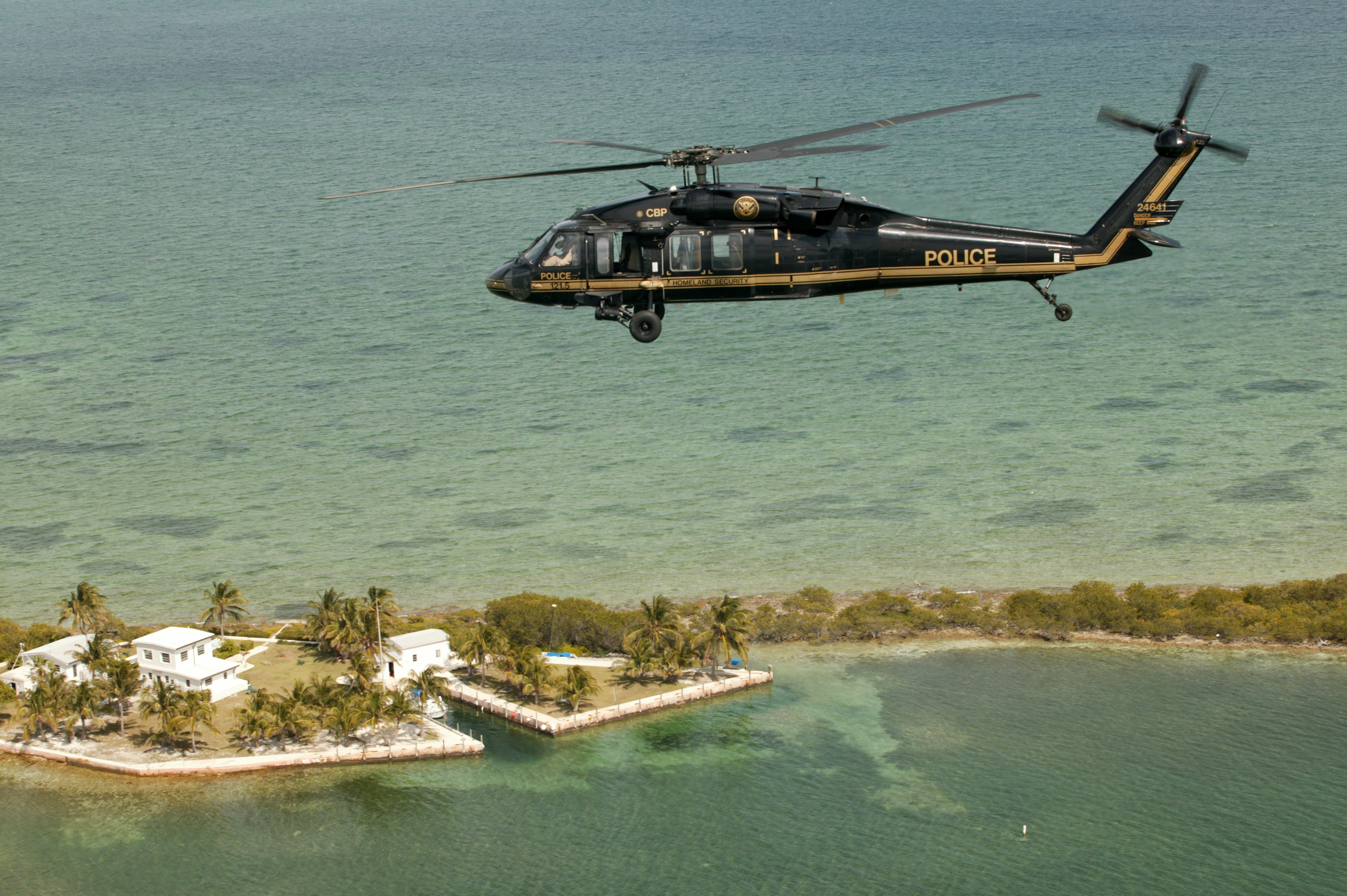
邊境保衛局的黑金相間直升機

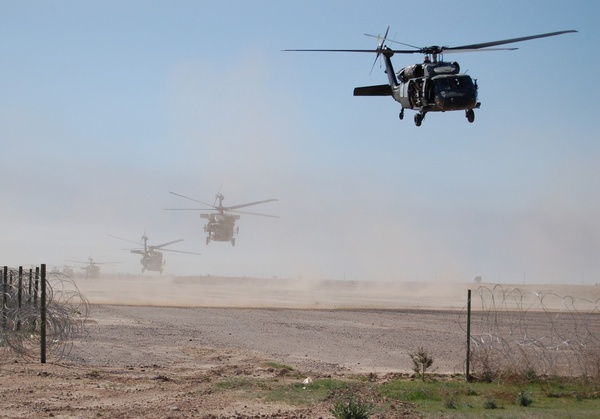
美國陸軍直升機有時看起來顏色較深

## 有依據的可能解釋
- 美國海關及邊境保衛局使用一種黑色底和金色條紋的UH-60黑鷹直升機來巡邏，或許常被見到而成為傳說來源。[4]
- 美國國民警衛隊的深綠色直升機在黃昏時看起來可能像黑色。
- 1970年代中情局曾在加州試飛一些低噪音改裝的OH-6A 卡尤斯直升機準備用於越戰，這些飛機聲音異常小導致被目擊時有種神秘感。[5]
- 美國陸軍定期在人口較多區域夜晚訓練，隱蔽飛行科目中包含使用夜視鏡和紅外線駕駛並關閉機身全部光源，導致一些民眾在極近的頭頂上才發現一個直升機黑影飛過，看起來似乎在偷偷執行什麼事。[6]
- FBI和美國法警、美國移民及海關執法局有一些直升機確實漆成黑色，以降低夜間出動抓人時被對方發現的機率。
- 心理學家分析一種觀點認為加入民兵團體的人本身都有一種反上對下權力結構的傾向，重視個人自由、農地、擁槍等權利，並隨時想像有一天有個大權力者會來搶奪這些，所以可能住在恰好有直升機活動多的地方就被迫害的想像成這些飛機是來對付自己，而同團體的人彼此氣味相投每次聚會都在講這些事，即使沒見過的人也會表達附和甚至編一段類似故事，逐漸這個黑直升機傳說就越來越強化。[7]同時這類人也有動機不斷向外宣傳這種故事，讓別人認同他們的民兵團行為是有必要的，是真正在對抗某種敵人。